# ارباب حلقه‌ها: تاکتیک‌ها
ارباب حلقه‌ها: تاکتیک (به انگلیسی: The Lord of the Rings: Tactics) یک بازی ویدئویی منتشر شده توسط شرکت الکترونیک آرتز است. این بازی در تاریخ ۸ نوامبر ۲۰۰۵ عرضه شده و سازنده آن الکترونیک آرتز است.این بازی اقتباسی مستقیم از اقتباس سینمایی پیتر جکسون است و شخصیت‌های آن شباهت زیادی به نسخه‌های سینمایی دارند. بازی Tactics توسط شرکت Electronic Arts منتشر شده و در ۳۰ سپتامبر ۲۰۰۹ (۸ مهر ۱۳۸۸) برای فروشگاه PlayStation Store عرضه گردید.

## گیم‌پلی
بازی بر روی یک شبکه مربعی انجام می‌شود و حرکت شخصیت‌ها به صورت همزمان اتفاق می‌افتد، نه به صورت جداگانه برای هر موجودیت.
یکی از ویژگی‌های کلیدی بازی، سیستم "منطقه کنترل" است. این سیستم به این معناست که اگر شخصیت بازیکن در مجاورت مربع حریف قرار گیرد، باید توقف کرده و نبرد صورت گیرد. با ترکیب منطقه کنترل و حرکت همزمان، بازیکن می‌تواند واحدهای دشمن را به دام بیندازد.
در طول بازی، بازیکن کنترل چندین قهرمان را به دست می‌آورد که به تدریج قدرتمندتر می‌شوند. این قهرمانان همراه با گروهی از جنگجویان عادی به کار گرفته می‌شوند. کاربر می‌تواند هم به عنوان یاران حلقه و هم به عنوان نیروهای سائورون بازی کند.